# IC 1900
IC 1900 ist eine Linsenförmige Galaxie vom Hubble-Typ S0 im Sternbild Perseus am Nordsternhimmel. Sie ist schätzungsweise 257 Millionen Lichtjahre von der Milchstraße entfernt und hat einen Durchmesser von etwa 40.000 Lichtjahren. Gemeinsam mit IC 1901 und IC 1902 bildet sie das isolierte Galaxientrio KTG 10.
Das Objekt wurde am 18. Januar 1898 von Stéphane Javelle entdeckt.